# Lúdas Matyi (költemény)

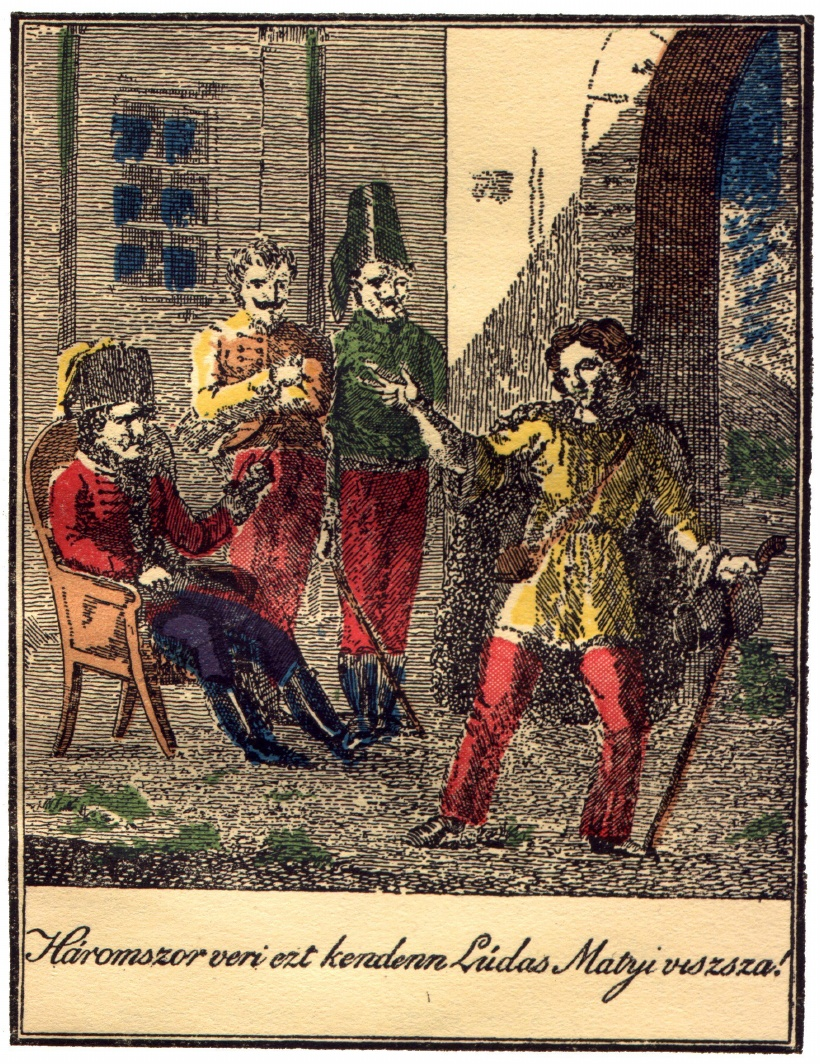
„Háromszor veri ezt kenden Lúdas Matyi vissza!”

A Lúdas Matyi (alcíme: Egy eredeti magyar rege négy levonásban) Fazekas Mihály elbeszélő költeménye.

## Keletkezése
Az első változata 1804-ben keletkezett, kéziratban hamar elterjedt, és az író tudta nélkül megjelent. 1815-ben a Bécsben tanuló Kerekes Ferenc későbbi debreceni professzor a szerző személyét nem ismerve adta ki névtelenül a Lúdas Matyit. Fazekas levélben tiltakozott a kiadás ellen, a szerző átdolgozta a művet, és a saját neve alatt jelentette meg: 1817-ben Bécsben. Műve előszavában utal a plágiumra.

## Történet
Quamvis sublimes, debent humiles mutuere,

Vindicta docili quia patet solertiae.
PHAEDRUS.
| Elöljáró-Beszéd az első Kiadáshoz. | Elöljáró-Beszéd az első Kiadáshoz. |
| --- | ---------------------------------- |
| Jámbor Olvasó! E' munkátskának ki legyen Szerzője, ha kérded, Nem tudom: a' bizonyos, hogy az én kezeimbe tsak így jött Név nélkűl; nekem egy Szomszédom hozta az Erdő- Hátról, vagy honnan, hogy jó lessz rajta nevetni Majd borozás közben. Igaz is: mert rajta nem egy két Vídám estvéket tölténk; még Martzi Kanász is, A' ki nagy Át se tanúlt soha, sokszor majd megütötte A' guta, úgy röhögött: No ilyet soha Gazd'Uram, úgymond, Még a' hetvenedik Nagy Apámnak lelke se hallott. Be' furtsán perdűl; pedig a' sor vége nem úgy megy Mint a' Nótában szokták. Osztán meg akárki Írta Uram! de gonosz tsontnak kell lenni, ugyantsak Tudja mikíp' szokták. Így ítélt Martzi tudatlan Fővel; mások még több szépet láttak ezen kis Munkában, de kivált a' többek közt, nekem a' sok Körmönfont magyaros szóllás' formája, meg a' nagy Könnyűség, elmés lelemény, természeti festés, Mellyek ezen kisded munkát kedveltetik, egybe Úgy megtetszettek, 's egyszersmind Döbrögi Úrnak Példátlan példás megjobbúlása is egybe Úgy szívemre hatott, hogy azonnal, mint Matyi, én is. Háromszor tettem fogadást, hogy közre-botsátom A' fúrfangos eszű Lúdas Matyi tetteit, és már Szükség, hogy szavamat tellyesíttsem, mint magyar ember. Ebből áll az egész dolog, a' mit mondani szükség Vólt, legalább annak véltem. Most útra botsátom A' Matyit, országot hadd mennjen látni; ne féljen Döbrögi Úr, mert ő már többször nem veri ám meg. Írtam—JOBBOTTHON Egy kantsó Jankai mellett - A' Kiadó. |                                    |

| A' Szerző az Olvasókhoz. | A' Szerző az Olvasókhoz. |
| --- | ------------------------ |
| Hajdan ütlekkel magyarázták a' mi Atyáink Hogy mi az alsó rend törvénnye? kinél az igasság? - A' ki erőssebb vólt, ugyan az kénnyére bitangolt. - A' lepotsékolt nép dühös indúlatja, kanóttzal Adta jelét ollykor bosszújának; de oroszlány Szíve kevésnek vólt, hogy mint Matyi vissza pofozza, A' mi goromba tsapást vett a' zabolátlan erőtől. Elmúlt a' vad idő; ki van ennek szabva határa Szintúgy mint annak; Szent a' Törvény; 's az Igazság Fennyen hordja fejét, mert van bizodalma Hazánknak Bölts Fejedelmeiben. Bátran eleresztem azért én Döbrögi Mátyássát, mint medvét, melly vadonából Emberi kézre került, és már Gazdája dudáján Úgy illeg billeg, hogy rajta akárki nevethet, Senki fijának sem lévén oka tőle szepegni. Bétsbe ugyan hírem nélkűl szöke pőre gatyában És bogjas fővel: most én tsimbókba kötözve Fürtjeit és e' kis Katzagánkát vetve nyakába, A' Korhelyt, fogadott Apjának vissza botsátom. Debreczenből Januárius 12-dikén 1816-ban. F. M. |                          |

- Első levonás

Élt egyszer egy özvegyasszony, és volt annak egy lusta fia: Matyi. Mátyás egy nap beleunt az otthoni nagy semmittevésbe, és kigyalogolt a falu szélén lévő dombig. Itt hasonló korú sihederekkel találkozott, akikkel jól megértette magát, a gondolkodása is megváltozott. A domb tetejéről látta a távoli hegyeket és messzi városok tornyait, amikről korábban tudomása sem volt. Egy idő után vágyat érzett arra a fiú, hogy világot járjon. Egy hét múlva esett a döbrögi vásár, ez lett az első célja, hogy azt felkeresse. Édesanyja libáit kérte el a fiú, hogy azokat vigye eladni a vásárba, így talán még szorgos, gazdag kereskedő is lehet egyszer belőle. Az anyja először elzárkózott az ötlettől, de aztán engedett gyermeke többszöri kérésének. Matyi fütyköst, ostort, tarisznyát kerített magának, édes szülője pedig ellátta étellel: túrót, hájat, kenyeret, sót, fokhagymát pakolt be neki az útra. Mátyás szépen elköszönt otthonról, és hamarosan útra kelt a húsz libával.
Döbrögi uraság már régóta sajátságos módon vásárolt a döbrögi vásárban. Vagy maga szabta meg, hogy mennyibe kerül a termék, vagy lefoglalta, ha túl drágának ítélte meg az árát. Olyan is előfordult, hogy valaki már megvett egy-egy portékát, de őhatalmasságának megtetszett az, és elkobozta az illetőtől. Régen rossz volt, ha valaki ilyenkor protestálni mert. Matyi húsz libáján is megakadt a nagyúr szeme. Szegény fiú már azzal is felhívta magára a figyelmet, hogy míg mindenki mélyen megsüvegelte Döbrögit, addig Matyi fejfedője a kobakján maradt. Matyi három Márjásért kínálta a szárnyasok darabját, ám az úr a feléért akarta megvenni. Vitára is sor került, de Matyi húzta a rövidebbet. A libáit elvették tőle, őt magát pedig lekapták a tíz körméről és ötven botütéssel emlékeztették arra a kastélyban, hogy ki is az úr ezen a vidéken. Döbrögi egy bőrös karosszékből szemlélte, hogyan hajtják végre Matyin a fogdmegek a büntetést. Miután Matyi felkecmergett a deresről, ezeket mondta Döbröginek:
Én Uram a' fizetést köszönöm; ha az Isten erőt ád,

'S Életben megtart, majd megszolgálom; azért tsak

Róvja fel a' kapu fél fájára, hogy el ne felejtse:

Háromszor veri ezt kenden Lúdas Matyi vissza!
Döbrögi legényei erre még jobban elagyabugyálták a sihedert, aki még kétszer megismételte a fenyegetését. A kinti sokaság is hallotta a jobbágygyerek szavait, meg azt is, ahogyan odabent, a kastélyban lévők gúnyos hahotára fakadtak.
- Második levonás

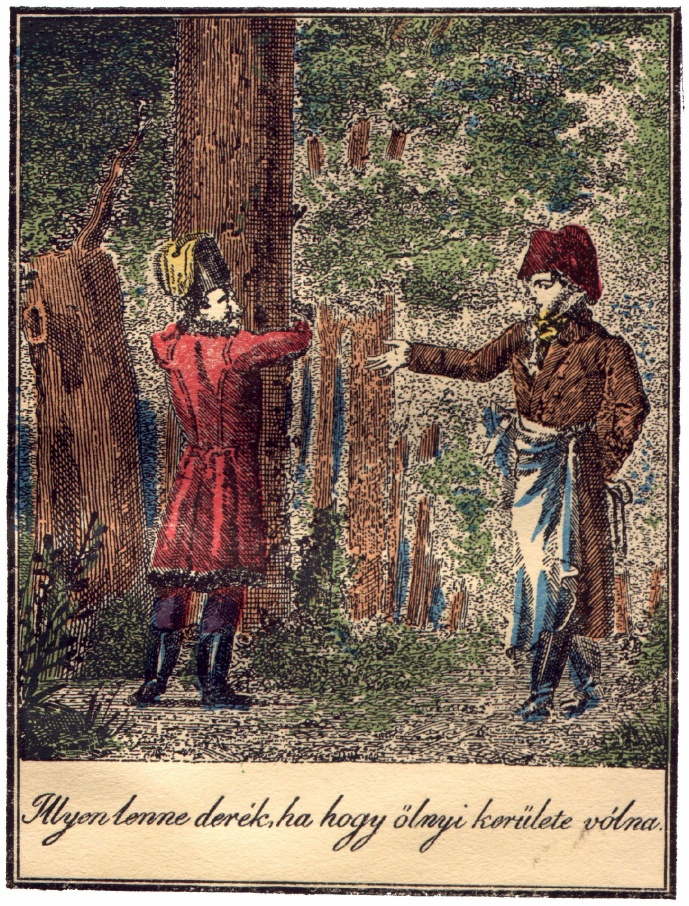
Matyi olasz ács képében

Matyi nem mert hazamenni, ezért sokfelé kóborolt a nagyvilágban. Mesterségeket, nyelveket tanult, és takarékos életmódjával pénzt is sikerült félretennie. Megváltozott a termete, az arca is megférfiasodott. Egy napon Mátyás visszament Döbrögi uraság füstös nagy házához, de az épületet közben átalakították. A pompás palota falai álltak már, csak a tetőszerkezetet kellett még befejezni. A fiú - hirtelen ötlettől vezérelve - olasz ácsnak adta ki magát. Hozzáértőnek tetette magát, méregette a falakat, a farakásokat vizsgálta, nemtetszőn mosolygott az építkezésen. Hamarosan az úrnak is feltűnt az „idegen”, és beszédbe elegyedtek egymással. Matyi dicsérte a kőművesmunkát, de a palota tetejére szánt gerendákról becsmérlően beszélt. Amikor kiderült az ácsról, hogy olasz földön is rengeteget dolgozott, mindjárt ott marasztalták ebédre. Ebéd után Mátyás a tetőnek való nagyobb méretű fákról érdeklődött, és hamarosan ki is hajtattak Döbrögi híres erdejébe. Az ispán kétszáz fejszéssel járt a nyomukban, hogy a kiválasztott fákat még napszállta előtt kivágják. Matyi a roppant tölgyest vágatta sorban, így nem csoda, hogy a munkások egy idő múlva lemaradoztak tőlük. Akkor a ravasz fiú egy sűrű völgybe csalta le Döbrögit. A főúr segíteni akart az ácsnak: mérni igyekezett egy hatalmas fát, de Matyi megkapta a zsarnok két kezét, és összekötözte, hogy Döbrögi moccanni se tudott. A legény felfedte kilétét, és emlékeztette az uraságot a jogtalanságra, amit az korábban elkövetett ellene, majd vágott egy jó tölgyfa husángot, és „tarkótól talpig meghánnya keményen” Döbrögit. Az uraság ugyancsak hánykolódott az ötven botütés alatt, de korábban Matyi famohával betömte a hájas úr száját. A fejszecsapások is rengették az erdőt, úgyhogy senki sem hallott a közelben semmit az esetből. Matyi végezetül kivette a ludak árát Döbrögi zsebéből, majd úgy eltűnt, mintha ott sem lett volna.
A fejszések estére végeztek a munkával, ledöntötték az erdő legszebb részét. Az ispánnak egy idő után gyanús lett az úr és az ács eltűnése, ezért kerestette a két férfit az erdőben. Amikor a hajtók elérték azt a völgyet, ahol Döbrögit elagyabugyálta Matyi, megijedtek, mert egy szíven szúrt vadkan horkantását vélték hallani. A jobbágyok nem mertek továbbmenni, hívták az ispánt, aki végre rálelt a széthasadozott ruhájú urára. A jó emberek az ölükben cipelték a kocsihoz gazdájukat, és vigyázva, cammogó szekéren vitték haza a megruházástól legyengült nagyurat.
- Harmadik levonás

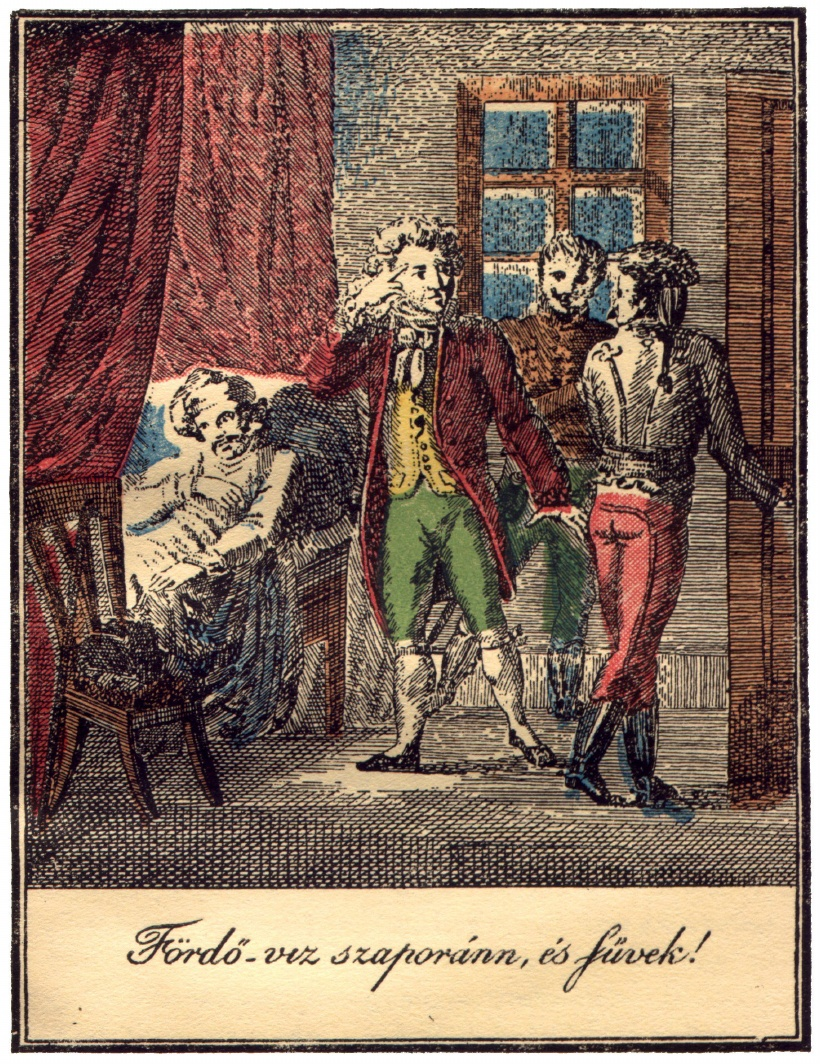
Lúdas Matyi német doktorként

Matyit hiába keresték Döbrögi emberei, nem bukkantak rá sehol. A fiú közben felkereste régi tanítómesterét, akivel korábbi vándorlásai során találkozott. Doktor Scorbuntzius úrnál egykor megismerkedett a gyógyítás tudományával, most csak az öreg ócska parókáját, spádéját, vén paripáját, bőrbugyogóját és tábori régi kabátját kérte kölcsön Matyi. Majd német doktornak kiadva magát indult el a fiú Döbrögi birtoka felé. Egy közeli faluban még vezetőt is bérelt, akivel egy (persze nem létező) generálist óhajtott megkerestetni, akit fontos paciensének nevezett. A község bírája - ki hallott Döbrögi rút megveretéséről - azonnal szaladt a hírrel a kastélyba, hogy egy nagy tudású doktor van a közelben, átutazóban. A földesurat már többen is kezelték: kerékgyártó, lóorvos, marhakuruzsló próbált enyhíteni a fájdalmán, ám nem sok sikerrel. Úgyhogy a beteg azonnal látni akarta az idegen földről érkezett felcsert. A küldöncök rátaláltak Matyira (kit ügyes maszkjában nem ismertek fel), s aki vonakodott velük menni, ezért enyhe erőszakkal cipelték el Döbrögihez. Matyi megvizsgálta a beteget, és azonnal fürdőt és köpölyözést rendelt a számára, majd gyógyfüvekért szalajtotta Döbrögi valamennyi cselédét.
| Matyi instrukciói | Matyi instrukciói |
| --- | ----------------- |
| Fördővíz szaporán, úgymond, és fűvek! ezeknek Elszámlálja külön neveket; száz erdei réti Dudvák vóltak ezek; nyúl-, farkas-, béka-tseresznyék; Medve-, szamár-, disznó-, eb-, egér-, kutya-, matska-tövissek; Hát meg az angyal- szent- 's ördög-gyökerek (mivel akkor A' füvek neve tsak barom, ördög, 's szent vala; Füvész- Könyv még nem lévén). Nosza Ispán, szolga, poroszló, Hajdú, kukta, szakáts, kertész, szoba, konyha-leányok, Béres, strázsa, kotsis, fullajtár, bába, favágó, Egy szóval minden, valamely'k tsak elől vagy utól vólt Fusson az Udvarból a' rétre, ligetre, mezőre; Addig az üstben víz legyen, és hadd égjen alatta. |                   |

Már csak egy sánta banya maradt a palotában, aki a tűzre vigyázott, de Matyi őt is elküldte: a paphoz; Isten áldását kérni a kezelésre. Amikor ketten maradtak az egész házban, akkor aztán a fiú egy kendővel betömte Döbrögi száját, és újra rámérte kíméletlenül az ötven botütést. Persze közben felfedte magát, és a ludak árát másodszor is magához vette. Mire a gyógyfűszedők hazatértek, Mátyást már messzire vitte a paripája. Az udvari nép rémülten látta a félholt, véresre vert Döbrögit, a csaló orvos nyomába indultak, de nem akadtak rá.
- Negyedik levonás

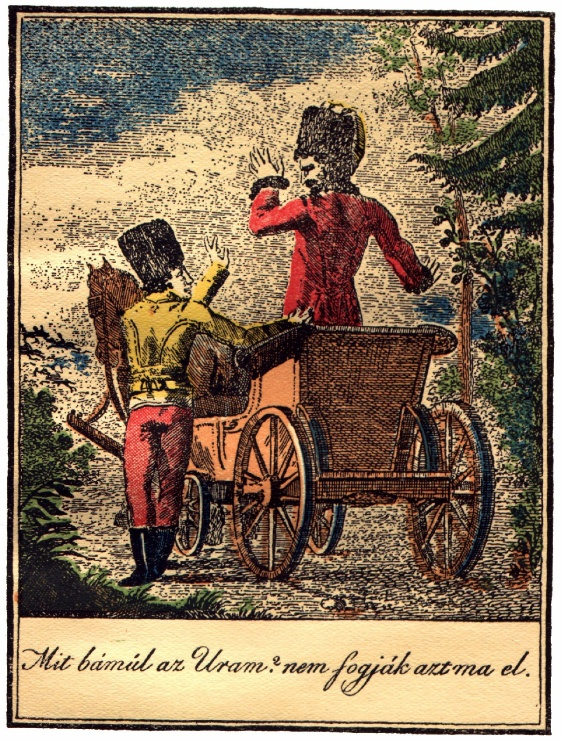
A harmadik verés következik

A rettenetesen beteg Döbrögihez most már valódi orvosokat hívtak, de valójában a bölcs természetnek köszönhetően kezdett - ha lassan is - meggyógyulni a teste. A lelke azonban súlyosabban sérült: ha lúdtollat látott, azonnal elájult; még a ludimagistert (iskolamestert) is ki akarta csapatni; félelmében a vidék összes lúdját elpusztíttatta. Húsz lándzsás őrt tartott maga körül, kik éjjel-nappal vigyáztak rá. Elfogatóparancsot adtak ki Lúdas Matyi ellen, de a ravasz legényt sehol sem találták.
Telt-múlt az idő, és elérkezett Döbrögben az országos vásár ideje. Matyi is megjelent a vásárban, és egy sihedernél kiváló lóra bukkant. A fiú 100 aranyra taksálta a paripája árát, mert szerinte nem volt akkoriban gyorsabb állat az övénél az egész országban. Matyi megalkudott a legénnyel, tíz aranyat adott neki foglalóba, de hogy bizonyítékot kapjon a ló gyorsaságára, egy feltételt szabott a számára: a siheder menjen oda Döbrögihez, és mondja azt neki, hogy ő Lúdas Matyi. Figyelmeztette a fiút, hogy aztán iszkoljon el onnan, mert ez a név felettébb gyűlöletes a nagyúr előtt. Az eladónak tetszett az alku, s aszerint is cselekedett. Amikor Döbrögi hintója megérkezett, odaporoszkált mellé, és azt mondta, hogy ő Lúdas Matyi. Tíz lándzsás azonnal a legény után vágtatott, Döbrögi 100 aranyat kínált annak, aki elcsípi a gonosztevőt. A főúr, látván a lemaradozó vitézeit, még a kocsisát is az ál-Lúdas után szalajtotta. Ekkor jelent meg az igazi Mátyás, és - a vásár népe előtt - harmadszor is elpüfölte az elalélt zsarnokot. Nem feledkezett meg arról sem, hogy a dagadt uraság zsebéből harmadszor is elvegye a ludak árát. A 11 lovas sokára került elő, s jelentették, hogy nem tudták elfogni Lúdas Matyit. Döbrögi elmesélte nekik, hogy nem az igazit üldözték, és a harmadik „megzsákolásáról” is beszámolt. Csodák csodájára a főúr a történet végére megjavult:
- Az Isten

Így bánik, 's bánjon valamennyi kegyetlen Urakkal.

Ezt mondván, megtért a' Kastéllyába, 's azonnal

Elküldötte a' húsz Lántsást, kegyelemmel akarván

Ójni magát ezután az erőszak tételek ellen;

És törvénytelenűl nem bánt, hanem úgy a' hogy illik,

Ember társaival; jól is végezte világát.
| Szómagyarázatok | Szómagyarázatok |
| --- | --------------- |
| - áros – árus - azonba – itt: azonnal - bajra – itt: párbajra, harcra - boglyas (fővel) – borzas avagy összekuszált, mint a szénaboglya - cimeres – pompás, nagyszerű - dalmahodó – domborodó, terpeszkedő - degesz – tömött, dagadt - délyestén – délután - elkonfliskáltat – elkoboztat, erőszakkal elvetet - felcser – tábori orvos - felpercene – felébredt, feltámadt - felpénz – foglaló - fót – folt, (lúd) falka, csapat - fullajtár - küldönc - hacuka – hosszú palást, kabát - hurítás – hangos szidás - innep – ünnep - irhakötő – bőrkötény jó szerrel – könnyűszerrel, könnyen - karikába hasal – körbe hasal - korású – korú, idős - kornyadozott – betegeskedett, gyengélkedett - koszperd – derékövön viselt tőr - köppöly – olyan speciális edény, amelyet az orvosok érvágáskor alkalmaztak - körmön-font (ostor) – mesterien megmunkált, finoman fonott - kurrens – futár, körözőlevél - kurta forint – váltóforint; értéke negyven krajcár volt - láncéta – kétélű orvosi kés, sebészkés - lúdimagiszter – iskolamester, tanító - márjás (máriás) – (Mária-képpel díszített) régi pénz; húszkrajcáros, a régi pengőforint egyharmad része - más izrombeli – második alkalommal való - meghányja keményen – elnáspángolja - megzsákolt – megvert („megruházott”) - párgolat - párlat - pénzkuporás – kuporgatás pontba – itt: tüstént, nyomban, abban a pillanatban - plajbász – ceruza - puzdra – nyíltartó tok - pőre gatyában – egy szál gatyában, felsőruha nélkül - rektor – iskolaigazgató, tanító - sinkó – pálca vagy egyesek szerint hosszú, magas süveg - spádé – tőr vagy kard - sut – kuckó, a kemence melletti meleg sarok - szárán (csapkodta a legyet) – a lába szárán - tászli – kézelőfodor a régi nyugatias öltözéken (kézelő) - ütlek – ütleg, vesszőcsapás - zöldingesek – urasági hajdúk |                 |

## Verselése
Az elbeszélő költemény verselése: időmértékes, hexameterekből áll.

## Elemzés
A mű Lúdas Matyiról, az egyszeri libapásztorfiúról szól, aki többször is túljár a kapzsi és zsarnok földesúr, Döbrögi eszén. Fazekas a mű témáját a középkorba helyezi, de saját koráról mond ítéletet. Főhőse jellegzetes népmesei figura.
A Lúdas Matyi-történet – vándormotívum. Fazekas azonban igazán magyar történetté alakította, a táj magyar, az emberek magyar parasztok, Döbrögi magyar földesúr. Fazekas műve bizonyítja gazdag szókincsét, a tudományos műveltségét is. A költő szívesen alkalmazza a népnyelv fordulatait, tájszavait; stílusa humoros, és tükrözi együttérzését a szegény néppel.

## Feldolgozások
- A művet több alkalommal is feldolgozták: Balogh István bohózatot, Móricz Zsigmond vásári komédiát írt a mű alapján.
- Deésy Alfréd némafilmet forgatott. Az egyik legismertebb filmváltozat az 1949-ben bemutatott, Nádasdy Kálmán és Ranódy László rendezésében készült Lúdas Matyi Soós Imre főszereplésével.
- Dargay Attila 1977-ben egész estés rajzfilmet készített az elbeszélő költemény felhasználásával. 1977-ben a Pannónia Filmstúdió rajzfilmjéből Romhányi József szövegével 45 normál kockás, színes diafilm készült.
- 2001-ben a Magyar Nemzeti Bank emlékpénzérme-sorozatot jelentetett meg, ifj.Szlávics László tervei alapján, A magyar ifjúsági irodalom alakjai címmel. A 200 forintos címlettel készült emlékérmék egyikén a Lúdas Matyi illusztrációja látható.[2]

## Kapcsolódó szócikk
- A nippuri szegény ember[3]